# Cephalotes hamulus
Cephalotes hamulus är en myrart som först beskrevs av Julius Roger 1863.  Cephalotes hamulus ingår i släktet Cephalotes och familjen myror. Inga underarter finns listade.